# Boggy Depot
Boggy Depot — дебютний сольний студійний альбом гітариста американського рок-гурту Alice in Chains Джеррі Кантрелла, що вийшов 1998 року.

## Про альбом
Джеррі Кантрелл став відомим на початку 1990-х років як гітарист, автор пісень і другий вокаліст рок-гурту Alice in Chains. Колектив видав декілька студійних альбомів, серед яких вирізнявся Dirt 1992 року. В середині 1990-х через персональні проблеми вокаліста Лейна Стейлі, який зловживав героїном, гурт припинив гастролювати та записувати альбоми. Через це Джеррі Кантрелл вирішив записати новий матеріал та видати його як сольний альбом.
Платівка Boggy Depot містить характерні елементи звучання Alice in Chains, серед яких важкі гітарні рифи та депресивна, моторошна атмосфера. Стівен Томас Ерлевайн (AllMusic) оцінив його на три зірки з п'яти, зауваживши, що «для деяких фанатів [Alice in Chains] вистачить і цього, бо вони зможуть побачити Джеррі Кантрелла наживо та регулярно отримувати нові записи».

## Список пісень
Назви та тривалість пісень наведено згідно зі стрімінг-сервісом Spotify.
| #   | Назва               | Тривалість |
| --- | ------------------- | ---------- |
| 1.  | «Dickeye»           | 5:05       |
| 2.  | «Cut You In»        | 3:23       |
| 3.  | «My Song»           | 4:07       |
| 4.  | «Settling Down»     | 6:12       |
| 5.  | «Breaks My Back»    | 7:07       |
| 6.  | «Jesus Hands»       | 5:37       |
| 7.  | «Devil By His Side» | 4:50       |
| 8.  | «Keep The Light On» | 4:49       |
| 9.  | «Satisfy»           | 3:35       |
| 10. | «Hurt A Long Time»  | 5:41       |
| 11. | «Between»           | 3:36       |
| 12. | «Cold Piece»        | 8:29       |